# Who Me
Who Me（直譯：誰，我）是美國在二戰期間為法國游擊隊研發的武器。。Who Me本質上是一個臭味彈，其容器為一個小瓶，因此很難被敵軍發現。但因為其成份含有大量具揮發性的硫化物，使得武器使用者自己也會被臭味附身。
最終，計劃在開展兩個星期後便被放棄了。。